# Teresa de la Carrera y Vega
Teresa de la Carrera y Vega (Madrid, ca. 1579 - ca. 1633), de nom religiós Teresa de Jesús, va ser una religiosa agustina recol·lecta castellana.
Nascuda a Madrid en una rica família noble, va ser l'única filla de Pedro de la Carrera i de Francisca de la Vega, veïns i naturals de Madrid. Als 13 anys va demostrar vocació religiosa, raó per la qual el 1592 va prendre l'hàbit d'agustina recol·lecta al convent de Santa Isabel de la vila. Com a germana, en va ser una de les més distingides per la seva virtut. D'acord amb Alonso de Villerino, també va obrar alguns miracles. Un d'ells té a veure amb la reina Margarida d'Àustria, muller de Felip III, que incapaç de quedar-se embarassada, va acudir a la religiosa i aquesta, lligant-li una sivella, va fer que, poc després, el 1605, pogués quedar-se embarassada i donar a llum, el 1605, al futur Felip IV. Això feu que la reina tingués molta estima per la monja. Va morir, segons sembla, el 1633, any en què es va imprimir un sermó en el seu honor de la mà de fra Pedro Vázquez.